# Peter Wiens
Peter Wiens (* 1967 in Bojewoi bei Omsk, Russische SFSR, Sowjetunion) ist ein russlanddeutscher Integrationsaktivist und bekannt für sein internationales Engagement für die Minderheitensprache Plautdietsch.

## Leben
Wiens studierte an der Universität Bielefeld Deutsch als Fremdsprache, Pädagogik und Anglistik und leitete seitdem zahlreiche Integrationskurse und Integrationsprojekte. 1999 gründete er den gemeinnützigen Verein Plautdietsch-Freunde e. V. Die Organisation, dessen Vorsitzender Wiens bis 2007 war, setzt sich auf deutschlandweiter und internationaler Ebene für die Dokumentation und Pflege der Sprache der Russlandmennoniten (Plautdietsch) ein und vertritt die Plautdietsch-Sprecher in Deutschland im Bundesrat für Niederdeutsch.
Bis 2007 war Peter Wiens Chefredakteur der Zeitschrift Plautdietsch FRIND. Durch seinen Einsatz für den Erhalt und die Weiterentwicklung der plautdietschen Sprache, nicht zuletzt auch durch sein Mitwirken am plautdietsch-mexikanischen Kinofilm Stellet Licht oder durch den Start einer plautdietschen Version der Wikipedia, hat Wiens in Deutschland und weltweit ein neues und wachsendes Interesse am sprachlichen und kulturellen Erbe der Russlandmennoniten angestoßen.